# Leonardo Ghiraldini
Leonardo Ghiraldini (Padua, 26 de diciembre de 1984) es un exjugador de rugby italiano que actuaba en la posición de hooker.

## Carrera de club
Ghiraldini comenzó su carrera con el Petrarca Rugby en su casa de Padua antes de cambiar a Rugby Calvisano en 2005 donde como capitán ganó la Super 10 (ahora Campeonato Nacional de Excelencia) ya en 2008 y fue finalista con ellos en 2006. En 2009, Ghiraldini se movió a Benetton Treviso, que se unió a la Celtic League en 2010.
El 21 de mayo de 2014, Ghiraldini se trasladó a Inglaterra para unirse al Leicester Tigers en el Aviva Premiership a partir de la temporada 2014-15.

## Carrera internacional

### Menor de edad & nivel 'A'
Ghiraldini jugó para los equipos de Italia sub-18, sub-19 y sub-21 antes de jugar con Italia A. Ghiraldini fue considerado como una de las estrellas de rugby italianas del futuro.

### Selección absoluta de Italia
Ghiraldini jugó su primer partido internacional absoluto contra Japón en la gira de verano de 2006 de Italia. Ghiraldini fue llamado también al equipo italiano para el Torneo de las Seis Naciones 2007 y la Copa Mundial de Rugby de 2007, hizo su debut en la Copa Mundial contra Portugal. Fue llamado para el equipo nacional para el Torneo de las Seis Naciones 2008, jugando como hooker titular en los cinco partidos del torneo.
Para el Torneo de las Seis Naciones 2010, Ghiraldini fue elegido capitán del equipo italiano después de que Sergio Parisse dejara el torneo por una lesión.
Ha sido seleccionado para jugar la Copa del Mundo de Rugby de 2015

## Honores

### Calvisano
- Super 10 campeón (1): 2008; finalista (1): 2006
- Seleccionado para  jugar con los Barbarians